# Fall Out Boy’s Evening Out with Your Girlfriend
Fall Out Boy’s Evening Out with Your Girlfriend – pierwszy album demo punkowego zespołu Fall Out Boy, został wydany w 2003 roku.

## Lista utworów
1. „Honorable Mention” – 3:25
2. „Calm Before the Storm” – 4:41
3. „Switchblades & Infidelity” – 3:14
4. „Pretty in Punk” – 3:35
5. „Growing Up” – 2:48
6. „The World's Not Waiting (for Five Tired Boys and a Broken Down Van)” – 2:38
7. „Short, Fast & Loud” – 2:18
8. „Moving Pictures” – 3:28
9. „Parker Lewis Can't Lose (but I'm Gonna Give It My Best Shot)” – 3:18